# Fetty Wap
Fetty Wap, właściwie Willie Maxwell II (ur. 7 czerwca 1991) – amerykański raper, piosenkarz i autor tekstów. 

## Wczesne życie
Willie Maxwell urodził się 7 czerwca 1991 roku i wychował w Paterson w New Jersey. Fetty urodził się z jaskrą w obu oczach, ujawnił w wywiadzie z 2015 roku, że lekarze nie byli w stanie uratować jego lewego oka i zamiast tego założyli sztuczne oko. Zaczął interesować się muzyką w 2013 roku.

## Kariera

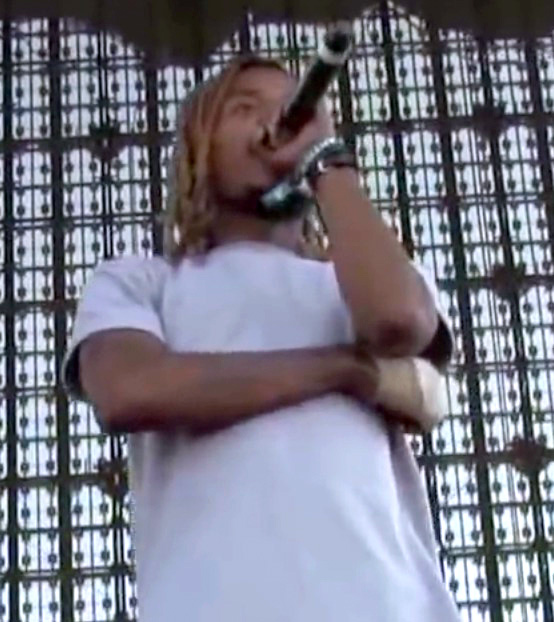
Fetty Wap podczas występu na Hard Summer Music Festival 2 sierpnia 2015 roku

### 2014-2015: Początki i debiutancki album
Debiutancki singiel Fetty'ego, zatytułowany Trap Queen, został wydany na początku 2014 roku. Nagrał utwór w lutym 2014 roku. jednak do połowy listopada 2014 roku nie zyskał większego uznania, a od tego czasu pokrył się platyną i miał ponad 130 milionów odtworzeń na SoundCloud. Fetty Wap reprezentowany przez Attorney Navarro W. Gray, podpisał kontrakt z wytwórnią 300 Entertainment, którą założyli Lyor Cohen, Kevin Liles, Roger Gold i Todd Moscowitz, a także umowę dystrybucyjną z Atlantic Records. Jego debiutancki mixtape, Fetty Wap: The Mixtape, został pierwotnie wydany w lutym 2015, ale premiera została przesunięta, ponieważ tworzył inne piosenki. W czerwcu 2015 r., Wap został włączony do klasy XXL Freshman.
29 czerwca 2015 r. Wap wydał swój drugi singiel 679, teledysk do piosenki miał premierę na YouTube w maju, zanim został wydany komercyjnie. 679 miał oryginalną wersję z Monty'm i wersem dodanym przez Fetty'ego. Wersja z Remy Boyz została usunięta z albumu. Jego kolejny singiel,My Way, osiągnął siódme miejsce na liście Billboard Hot 100. Później Drake zremiksował tę piosenkę i stworzył wersję, która była odtwarzana w radiu. Utwór "679" osiągnął czwarte miejsce na liście Billboard Hot 100.
Od 26 lipca 2015 r. do 1 sierpnia tego samego roku raper był nominowany do oznaczeń Billboard przez wybitnych artystów hip-hopowych Eminema i Lil Wayne'a. Stał się pierwszym raperem z trzema piosenkami, zajmując 20 pierwszych miejsc na liście Billboard Hot 100 od czasu, gdy Eminem zrobił to w 2013 roku. W ciągu czterech lat stał się pierwszym raperem płci męskiej, który miał równoczesną liczbę singli, które znalazły się w pierwszej dziesiątce tego samego wykresu, odkąd Lil Wayne zrobił to w 2011 roku. Z jego czwartym singlem Again, Wap, pierwszy w 26-letniej historii wykresów Hot Rap Songs, miał cztery piosneki w pierwszej dziesiątce jednocześnie.
Debiutancki album studyjny rapera, Fetty Wap, ukazał się 25 września 2015 r. Album zadebiutował na pierwszym miejscu na liście Billboard 200 w USA, z 129 000 równorzędnymi albumami (75 484 w sprzedaży czystych albumów). Wap wydał następnie dwie mixtape'y: Coke Zoo we współpracy z raperem French Montana i ZOO 16: The Mixtape z Zoo Gang. Fetty otrzymał dwie nominacje na 58. Grammy Awards.

### 2016-2020:Zoovieri inne projekty
5 lutego 2016 r. Fetty Wap wydał nowy singiel zatytułowany Jimmy Choo. 26 kwietnia 2016 r. ogłoszono, że od 3 maja Fetty Wap będzie mieć swoją mobilną grę wyścigową dostępną na telefony, tablety i Apple TV. Gra jest pochodną gry mobilnej Nitro Nation Stories. Gra wyścigowa wieloosobowa, ulepszanie samochodów i różne historie do wyboru. Nawiązała współpracę z markami samochodowymi, takimi jak BMW, Nissan i Cadillac. Wersja zawiera Fetty'iego i Monty'iego w fabule. 
Wap pojawił się gościnnie na singlu Fifth Harmony All in My Head (Flex). W kwietniu 2016 r. Wydał singiel Wake Up z  oficjalnym teledyskiem, który został nakręcony w Eastside High School. Kolejny singiel Make You Feel Good ukazał się w sierpniu 2016 r. 
21 listopada 2016 r. wydał mixtape zatytułowany Zoovier na którym znalazło się 19 utworów. 
W grudniu 2016 r. wydał singiel Like a Star z udziałem Nicki Minaj.
4 stycznia 2017 roku wydał piosenkę Way You Are z Monty, miesiąc później Flip Phone. Uczestniczył w pokazie pereł Philipp Plein podczas New York Fashion Week w lutym 2017 r. 
12 maja 2017 r. Fetty wydał singiel Aye. 7 czerwca 2017 r. wydał mixtape Lucky No. 7. 18 sierpnia 2017 r. Ukazał się singiel There She Go z Monty.  W październiku 2017 r. Fetty Wap wraz z CVBZ znalazł się w singlu Feels Great grupy Cheat Codes. 
19 stycznia 2018 r. raper wydał EP For My Fans III: The Final Chapter. W czerwcu 2018 roku wydał mixtape Bruce Wayne. 
W urodziny 7 czerwca 2019 r. Fetty Wap wydał singiel "Birthday". 27 września tego samego roku światło dzienne ujrzała jego piosenka "Brand New". 14 lutego 2020 raper wydał mixtape Trap & B.

### Styl muzyczny
Fetty Wap określił swoją muzykę jako "ignorancki R&B". Łączy śpiew i rapowanie.

### Wpływy
Fetty Wap zwykle nosi flagę Haiti na cześć babci swojej córki, która zmarła i czerpie wpływy z haitańskiej kultury. W wywiadzie dla CivilTV powiedział, że "zakochał się w kulturze; ludzie nie wiedzą, co Haiti dla mnie znaczy." Odczuwa wzajemną miłość do Haitańczyków i podkreśla, że nie nosi flagi dla wyglądu, ale dla uznania. Kilkakrotnie mówił, że duży wpływ na jego karierę wywarł raper z Atlanty Gucci Mane.

## Życie prywatne
Fetty Wap jest ojcem siedmiorga dzieci, Aydin Zoovier (ur. 2011) z dziewczyną za czasów jego dzieciństwa Ariel Reese, Eliza "ZaZa" Zaviera (ur. 2015) z Lehzae Zeoną, Amani (ur. 2016) z Elaynną Parker, Khari (ur. 2016) z gwiazdą reality show Love & Hip Hop: Hollywood Masiką Kalysha, Lauren (ur. 2016 zm. 2 sierpnia 2021) z egzotyczną tancerką Turquoise Miami i Alaiya (ur. 2018) ze swoją byłą dziewczyną Alexis Skyy. Lezhae Zeona urodziła drugie dziecko z Fetty'iemu w 2018 r., chłopca o imieniu Zy. 
Wap pojawił się w trzecim sezonie w filmie VH1 Love & Hip Hop: Hollywood, który dokumentował jego napięte stosunki z Masiką.
W lipcu 2021 roku córka rapera, Lauren, zmarła w wieku czterech lat. Amerykański tabloid TMZ poinformował, że przyczynę śmierci dziewczynki miały stanowić powikłania wynikające z wrodzonej arytmii serca, chociaż jej matka Turquoise Miami w sierpniu 2021 roku oświadczyła na portalu Instagram, że przyczyna śmierci Lauren nie została jeszcze w pełni ustalona.

## Procesy sądowe i zarzuty karne
Przez lata Fetty Wap był w trakcie wielu procesów sądowych, w tym o naruszenie praw autorskich, zniesławienie, uszkodzenie mienia i napaść.
2 listopada 2017 r. o godzinie 2:20 raper został aresztowany po tym, jak został zatrzymany na autostradzie Brooklynu. Następnie oskarżono go o zagrożenie na drodze, jazdę po pijanemu, brak licencji na jazdę motocyklem, nielegalną zmianę pasów ruchu i wyścigi równoległe.
29 października 2021 r. prokuratorzy federalni złożyli akt oskarżenia przeciwko raperowi, oskarżając go o udział w zorganizowanej grupie przestępczej zajmującej się przemytem i dystrybucją narkotyków. Został aresztowany w CitiField i nie przyznał się przed sądem w Nowym Jorku do przedstawionych mu zarzutów.
24 maja 2023, po niemal dwóch latach od postawienia w stan oskarżenia, został skazany na 6 lat pozbawienia wolności za udział w zakrojonym na szeroką skalę handlu narkotykami, w ramach którego narkotyki były wysyłane z Zachodniego Wybrzeża i sprzedawane w New Jersey i Long Island.

## Dyskografia

### Albumy studyjne
- Fetty Wap (2015)
- The Butterfly Effect (2021)

### Mixtape'y
- Up Next (2014)
- Zoo Style (2015)
- Coke Zoo (z French Montana) (2015)
- Zoo '16 (2016)
- Money, Hoes and Flows (z PnB Rock) (2016)
- Zoovier (2016)
- For My Fans 2 (2017)
- For My Fans 3: The Final Chapter (2018)
- Bruce Wayne (2018)

- For My Fans (2015)
- Lucky No. 7 (2017)
- Bruce Wayne (2018)
- Trap & B (2020)